# Hydriomena deficiens
Hydriomena deficiens är en fjärilsart som beskrevs av Paul Dognin 1911. Hydriomena deficiens ingår i släktet Hydriomena och familjen mätare. Inga underarter finns listade i Catalogue of Life.